# Abkühlpause

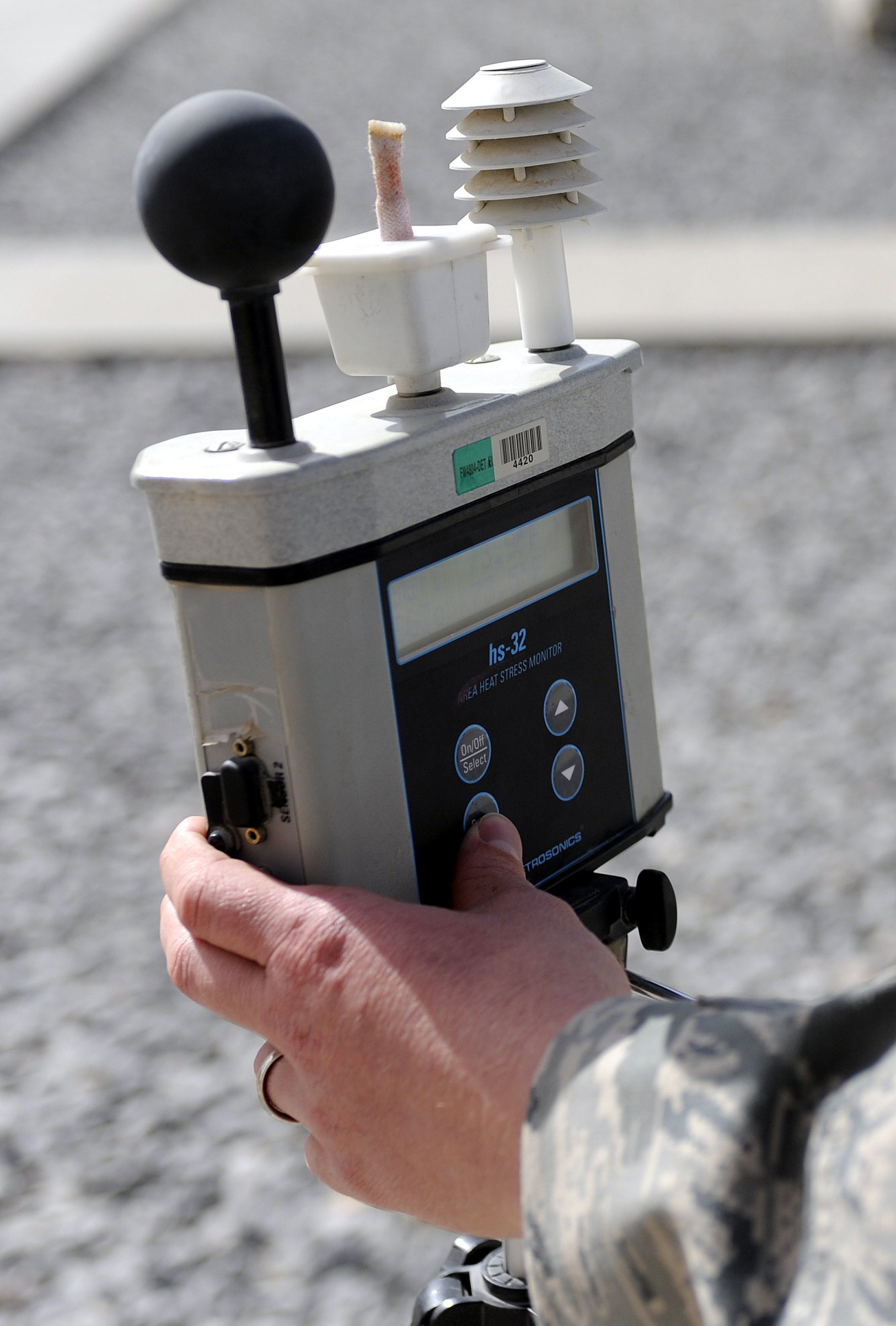
Digital-elektronisches Messgerät der U.S. Air Force zur Ermittlung des WBGT-Indexes

Die Abkühlpause (englisch cooling break), umgangssprachlich auch Trinkpause, ist eine kurze Spielunterbrechung im Fußball, welche den Spielern bei hohen Außentemperaturen ermöglichen soll, sich abzukühlen und etwas zu trinken. Anlass ist der Schutz vor einem Hitzeschaden.
Der Weltfußballverband FIFA hat diese Spielunterbrechungen 2014 im Rahmen der Weltmeisterschaft in Brasilien eingeführt, nachdem ein brasilianisches Arbeitsgericht sie dazu für den Fall einer Außentemperatur über ca. 32 °C verpflichtet hatte. Maßgeblich ist die nach dem WBGT-Index (Wet Bulb Globe Temperature–, „Feuchtkugel-Global-Temperatur–Index“) berechnete Gefühlte Temperatur: Sie berücksichtigt die herrschenden Werte von Lufttemperatur, Luftfeuchtigkeit, Sonneneinstrahlung und Windgeschwindigkeit. Bei entsprechend belastenden Bedingungen soll es künftig in allen FIFA-überwachten Spielen zwei dreiminütige Abkühlpausen geben, und zwar in jeder Halbzeit nach 30 Minuten, sobald der laufende Spielzug abgeschlossen ist. Am Ende der Halbzeit sollen die drei Minuten dann nachgespielt werden.
Während Trinkpausen schon früher im Rahmen anderer Spielunterbrechungen zugelassen wurden, gab es die ersten offiziellen Abkühlpausen am 29. Juni 2014 im Achtelfinalspiel Niederlande – Mexiko ab der 32. und der 76. Spielminute. Das Spiel fand zur Mittagszeit in der nahe dem Äquator gelegenen Großstadt Fortaleza bei ca. 34 °C und einer Luftfeuchtigkeit von ca. 68 % statt.